# Jaime de Marichalar
Jaime de Marichalar (em castelhano:  Jaime Rafael Ramos María de Marichalar y Sáenz de Tejada), (Pamplona, 7 de Abril de 1963) foi o marido da infanta Elena, duquesa de Lugo, a filha mais velha dos reis eméritos da Espanha, João Carlos I e Sofia da Grécia.

## Família
Nascido na aristocracia navarra, Jaime de Marichalar é o quarto dos seis filhos do comandante de artilharia Amalio de Marichalar y Bruguera (1912-1979), o Conde de Ripalda, e de sua esposa, Concepción Sáenz de Tejada y Fernández de Bobadilla (1929-2014).
Seu avô paterno, Luis de Marichalar y Monreal (1873-1945), foi ministro do exército e da marinha durante o reinado de Afonso XIII, bem como senador vitalício e prefeito de Madrid.

## Educação
Assim como seus irmãos, ele foi educado em uma escola jesuíta em Burgos e, posteriormente, no colégio San Estanislao Kotska, em Madrid, onde completou seu ensino secundário. Em Yago School, em Dublin, Irlanda, Jaime estudou Economia, especializando-se em gestão de empresas e marketing e aperfeiçoando seu inglês.

## Carreira
Em 1986, Marichalar mudou-se para Paris, França, trabalhando para o banco Indosuez e para a entidade financeira B.G.A., onde se dedicava à gestão de riscos no mercado de derivados francês MATIF. Em 1994, Jaime incorporou-se ao Credit Suisse de Paris, tornando-se membro da alta direção.
Em janeiro de 1998, ele foi nomeado diretor-gerente e conselheiro do então Credit Suisse First Boston, retornando à capital espanhola. Em julho daquele mesmo ano, assumiu a presidência da Fundação Winterthur, que promove actividades culturais, educacionais e ambientais; porém, não deteve o posto por muito tempo em função de sua saúde.
Em março de 2001, o Duque de Lugo foi nomeado conselheiro da fábrica de cimento Portland. Em outubro de 2004, Jaime tornou-se membro do conselho de administração da empresa espanhola Loewe, pertencente ao grupo LVMH.

## Romance com a infanta
Jaime de Marichalar conheceu a infanta Elena de Bourbon em 1987, quando ambos estavam em Paris: ele a trabalho e ela a estudos.
Entretanto, eles não foram fotografados juntos até os princípios de 1993, embora tivessem feito vários encontros. No ano seguinte, a revista Diez Minutos publicou uma reportagem sobre o romance discreto entre os dois, dando início a vários rumores de que um casamento estava para acontecer. No dia 23 de novembro de 1994, o Palácio da Zarzuela anunciou o noivado entre Dom Jaime e Dona Elena.

## Casamento e filhos
Jaime de Marichalar desposou a infanta Elena no dia 18 de março de 1995, na Catedral de Sevilha. A cerimónia teve cerca de 1300 convidados, entre eles representantes de 38 casas reais. Apenas quinze dias antes do matrimónio, o rei Juan Carlos havia concedido à sua filha Elena o título de Duquesa de Lugo. Assim, Jaime tornou-se "Duque de Lugo".
O casal teve dois filhos:
- Felipe de Marichalar e Bourbon, nascido em 17 de julho de 1998, em Madrid;
- Victoria de Marichalar e Bourbon, nascida em 9 de setembro de 2000, em Madrid.

Ambos possuem o título Grande de Espanha e o tratamento de Excelência.

## Separação e divórcio
No dia 13 de novembro de 2007, a Casa Real anunciou a separação da infanta Elena e de D. Jaime, mas salientou que não era "definitiva" e que o duque e a duquesa de Lugo decidiram encerrar temporariamente sua convivência em "mútuo acordo". Já circulavam rumores de que o casamento não ia bem nos últimos meses.
A infanta mudou-se para uma outra residência, próxima àquela constituída com seu marido.
Divorciou-se de Elena em 21 de janeiro de 2010, perdendo o título de "Duque de Lugo" e o tratamento de Sua Excelência.

## Problemas de saúde
Em 22 de dezembro de 2001, o Duque de Lugo foi hospitalizado em Madrid, após sofrer uma isquemia cerebral. Permenaceu no hospital até janeiro de 2002, quando recebeu alta médica para continuar sua recuperação em domicílio. Em 8 de junho daquele ano, Jaime voltou a sentir-se mal, sendo internado novamente no Hospital Gregorio Marañón.
Em novembro, Marichalar decidiu fazer um tratamento de reabilitação em Nova Iorque, nos Estados Unidos, onde ficou até meados de 2003. Sua então esposa, duquesa de Lugo, o acompanhou.

## Polêmicas
Em 2012 foi envolvido judicialmente no acidente de seu filho, Felipe, por lhe ter fornecido a arma com a qual o jovem atirou no próprio pé. Após pagar uma multa, Jaime foi absolvido e o processo por "delito de imprudência", arquivado. 
Em julho de 2015 perdeu pela segunda vez o processo que movia contra dois jornalistas da revista Época, acusando-os de injúria grave por escreverem uma matéria polêmica sobre seu divórcio.